# Liste der Kulturdenkmäler in Ferschweiler
In der Liste der Kulturdenkmäler in Ferschweiler sind alle Kulturdenkmäler der rheinland-pfälzischen Ortsgemeinde Ferschweiler aufgeführt. Grundlage ist die Denkmalliste des Landes Rheinland-Pfalz (Stand: 27. Juni 2022).

## Einzeldenkmäler
| Bezeichnung                       | Lage                                          | Baujahr                  | Beschreibung | Bild                           |
| --------------------------------- | --------------------------------------------- | ------------------------ | --- | ------------------------------ |
| Wegekreuz                         | Auf der Wolfskaul, Ecke Wickinger Straße Lage | 1769                     | Schaftkreuz, bezeichnet 1769 | weitere Bilder Fotos hochladen |
| Katholische Pfarrkirche St. Luzia | Bornstraße Lage                               | 1826/28                  | Saalbau 1826/28, Turm bezeichnet 1868, Wiederherstellung und Erweiterung 1947–49, Architekt Hans Schneider, Trier; mit Ausstattung; an der Friedhofsmauer Kapellchen, expressionistisch beeinflusste neugotische Motive, 1920er Jahre | Fotos hochladen                |
| Katholisches Pfarrhaus            | Bornstraße 2 Lage                             | 1840                     | Putzbau, bezeichnet 1840 | Fotos hochladen                |
| Hofanlage                         | Hochstraße 29 Lage                            | 1840                     | Streckhof, bezeichnet 1840 | Fotos hochladen                |
| Wohnhaus                          | Hochstraße 33 Lage                            | 1789                     | bezeichnet 1789, kurz danach erweitert | Fotos hochladen                |
| Hofanlage                         | Holsthumer Straße 14 Lage                     | 1875                     | Streckhof; Scheune bezeichnet 1875, Wohnhaus eventuell wenig älter | Fotos hochladen                |
| Hofanlage                         | Ringstraße 3 Lage                             | 1792                     | Streckhof; Wohnteil mit Kniestock, Rokoko-Motive, bezeichnet 1792; straßenbildprägend | Fotos hochladen                |
| Hofanlage                         | Sybillenstraße 5 Lage                         | 1832                     | Winkelhof; Wohnhaus mit Krüppelwalmdach, bezeichnet 1832, Stall mit Pultdach | BW                             |
| Brunnenhäuschen                   | Sybillenstraße, Ecke Ringstraße Lage          |                          | Brunnenhäuschen, Pyramidendach; mit Ausstattung | Fotos hochladen                |
| Luzienturm                        | Unterm Luzienturm Lage                        | 15. oder 16. Jahrhundert | spätgotischer ehemaliger Chorturm, Gewölbekonsolen und Strebepfeiler des Langhauses, Rippen- und Schlussstein-Fragmente | Fotos hochladen                |
| Portal                            | Unterm Luzienturm, an Nr. 2 Lage              | 1800                     | bezeichnet 1800, am Türblatt wiederverwendeter Türklopfer | BW                             |
| Mühle                             | südwestlich des Ortes (Bornstraße 36) Lage    | 1767                     | Vierseithof; Hauptbau bezeichnet 1767, bauzeitliche gusseiserne Fensterflügel, wohl aus der Weilerbacher Hütte, wenig jüngerer Stall mit Heuboden                                                                                     | Fotos hochladen                |